# Nicolás Campero Bustamante
Nicolás Campero Bustamante (25 de julio de 1769 en el pueblo de Saro, en el valle de Carriendo, Santander- 24 de mayo de 1842, en la Ciudad de México). Fue uno de los firmantes del Acta de Independencia del Imperio Mexicano y miembro de la Suprema Junta Provisional Gubernativa en 1821.

## Biografía
Los padres de Campero Bustamante fueron don Manuel Antonio Campero González, nacido en el mismo pueblo alrededor de 1750, quien se casó con doña Josefa de Bustamante y Castillo en 1783; sus abuelos paternos fueron don Manuel Alejandro Campero y doña Josefa González de la Vega que se casaron en Vega del valle de Carriendo el 5 de mayo de 1738; y finalmente, sus abuelos maternos fueron don Pedro Manuel de Bustamante y doña Agustina Antonia del Castillo originarios de Cantabria.
A fines del siglo XVIII, pasó a Nueva España mudándose con parientes que ya tenían su residencia ahí junto con algunos paisanos. Apenas llegó a Nueva España, se dedicó al comercio mercantil realizando varios viajes entre el puerto de Cádiz y el de Veracruz, logrando así obtener una importante posición económica.
Tuvo por esposa a Clara María de Mier, procedente del puerto de Santa María, Cádiz, sin embargo, su matrimonio no habría de durar mucho tiempo pues falleció dejando viudo a don Nicolás. A pesar de ello, siguió adelante y conoció a doña Manuela Gervasia Fernández de la Vega Cosío, misma con quién se casó por segunda vez el 25 de abril de 1804 en la Parroquia de la Asunción, Veracruz. A través de los años, la familia creció pues tuvieron siete hijos: Manuel Antonio Emilio Francisco de Paula Ignacio, Manuel Antonio, Pedro Antonio Francisco de Paula Ignacio, Francisco de Paula, Manuela, Alejandro y Catalina, todos de apellido Campero Fernández de la Vega.

## Comerciante y militar
Aunque Don Nicolás se haya dedicado al comercio desde el inicio de su vida en la Nueva España, poseyó un título militar de teniente coronel con los insurgentes. Debido a ese título se le convocó a la firma del Acta de Independencia formando así parte de la Suprema Junta Provisional Gubernativa en 1821.

«No se conoce que participara activamente con los insurgentes, a pesar de figurar como “coronel retirado”, nombramiento que tal vez obtuvo por merecimientos no militares.»

Alrededor de 1822 fue colaborador de sus sobrinos José Javier  y  José Domingo, ambos de apellido Bustamante, en una empresa comercial de cecinas, así como le ayudó a José Javier en la intermediación de correspondencia de una carta escrita para el abuelo de don José, don Joaquín de Bustamante.
En 1823 fungió como colector de diezmos de la jurisdicción en Tlaxcala, actividad que le permitió acrecentar su riqueza. Adquirió bienes ubicados en distintos lugares del centro del país, así como de la hacienda de San Cristóbal de Zacalco, en Calpulalpan. Tal hacienda era un lugar de reunión familiar en la que, gracias a que tenía capilla propia, podían realizar celebraciones importantes.
Don Nicolás falleció el 24 de mayo de 1842, en la Ciudad de México, pidió que su cadáver fuera sepultado en el santuario de los Ángeles.
Por último, se sabe que su ascendencia estuvo emparentada con miembros de la gran nobleza españolaː los Marqueses del Valle del Tojo, al igual que sus hijos lo estuvieron con los Marqueses del Apartado, los Condes de Alcaraz y Casa Flórez.